# لوسي شو
لوسي شو (بالإنجليزية: Lucy Shaw)‏ هي دراجة بريطانية، ولدت في 17 يوليو 1997.

## وصلات خارجية
- لوسي شو على موقع الاتحاد الدولي للدراجات (الإنجليزية)
- لوسي شو على موقع إحصائيات الدراجات الإحترافية (الإنجليزية)